# Base secrète
Pour plus de détails, voir Fiche technique et Distribution.
Base secrète ou Quartier général secret au Québec (Secret Headquarters) est un teen movie de super-héros américain réalisé par Henry Joost et Ariel Schulman, sorti en 2022.
Wilson (Owen Wilson) n'arrive pas à donner le temps qu'il faudrait à son fils. Et oui, il se voit donner le rôle de gardien de la planète Terre. L'intrigue suit un enfant (Scobell) et ses amis (KL Williams, Tamada) qui commencent à soupçonner son père (Wilson ) d'être un super-héros après avoir découvert son quartier général secret découvert dans le sous-sol.

## Synopsis
Jack Kincaid est The Guard, un super-héros choisi par un artefact extraterrestre pour hériter de ses pouvoirs et sauver le monde, mais ses devoirs de héros le poussent à négliger ses devoirs parentaux envers son fils Charlie, creusant un fossé entre eux. Lorsque Charlie reste chez Jack pour son anniversaire, il invite ses amis Burger, Lizzie et Maya, où ils trouvent le repaire souterrain de Jack et découvrent son identité secrète. Pendant ce temps, un PDG d'armes nommé Ansel Argon veut utiliser la source d'énergie de The Guard pour ses propres plans sinistres.
Après que les enfants aient utilisé les gadgets de Jack, le mercenaire en chef d'Argon, Sean Irons, amène son équipe pour retrouver la source d'alimentation. Les enfants ripostent et Jack parvient à arriver juste à temps, mais lorsque Berger envoie la source via un portail connecté à son casier à l'école, Argon utilise l'un des gadgets de Jack pour obtenir son propre costume et kidnapper Berger pour trouver la source. Charlie amène ses amis, plus Irons, à obtenir leurs propres gadgets pour se défendre. La confrontation a lieu pendant le bal de l'école, se terminant par Charlie envoyant Argon à travers un portail vers une autre dimension avec une grenade. Il finit par danser avec Maya et l'embrasser.
Charlie finit par rejoindre Jack pour qu'ils puissent combattre le crime ensemble à bord d'un van digne de la Delorean de Retour vers le futur.

## Fiche technique
Sauf indication contraire, les informations mentionnées dans cette section peuvent être confirmées par la base de données cinématographiques IMDb,  présente dans la section « Liens externes ».
- Titre : Base secrète
- Titre original : Secret Headquarters
- Réalisation : Henry Joost et Ariel Schulman
- Scénario : Christopher L. Yost, Josh Koenigsberg, Henry Joost, Ariel Schulman
- Musique : Lorne Balfe
- Direction artistique : Jay Pélissier
- Décors : Claudette Didul
- Costumes : Antoinette Messam
- Photographie : Larry Fong
- Montage : Gregory Plotkin
- Production : Jerry Bruckheimer, Chad Oman
- Production exécutive : Orlee-Rose Strauss, Scott Lumpkin
- Production associée : Mélissa Reid, John K.Campbell
- Sociétés de production : Paramount Pictures et Jerry Bruckheimer Films
- Société de distribution : Paramount+
- Pays de production :  États-Unis
- Langue originale : anglais
- Format : couleur
- Genres : Action, aventure, comédie et science-fiction
- Durée : 104 minutes
- Dates de sortie :
  - États-Unis : 5 août 2022
  - Monde : 12 août 2022 (Paramount+)

## Distribution
- Walker Scobell (VQ : Noé Henri Rouillard) : Charlie Kincaid
- Louie Chaplin Moss : Charlie Kincaid jeune
- Owen Wilson (VF : Lionel Tua ; VQ : Antoine Durand) : Jack Kincaid/The Guard, un super-héros
- Keith L. Williams (VF : Kylian Trouillard ; VQ : Frédéric Larose) : Berger
- Momona Tamada (VQ : Marine Guérin) : Maya Monroe
- Michael Peña (VF : Emmanuel Garijo) : Ansel Argon
- Jesse Williams (VF : Stéphane Pouplard ; VQ : Hugolin Chevrette-Landesque) : Sean Irons
- Charles Melton : Hawaï
- Abby James Witherspoon (VQ : Élia St-Pierre) : Lizzie
- Kezii Curtis (VQ : Nicolas De Passillé Scott) : Big Mac
- Jessie Mueller (VF : Marie Diot ; VQ : Geneviève Bédard) : Lily Kincaid
- Lucius Baston : Jerry le concierge
- DK Metcalf : l'entraîneur Hammer
- Dustin Ingram (VF : Max Geller) : Jersey
- Levy Tran (VF : Marie Tirmont) : Virginie
- Michael Anthony (VF : Sourou Ouadodji) : Wisconsin
- Lav Luv : l'arbitre
- Dayna Beilenson (VF : Véronique Augereau) : Mme Squint
- David Lengel (VF : Thierno Ba) : l'entraîneur Skipper

 Source et légende : version française (VF) sur RS Doublage et version québécoise (VQ) sur Doublage QC

## Production
Base secrète a été annoncé le 6 mai 2021, lorsqu'il a été rapporté qu'Henry Joost et Ariel Schulman dirigeraient le film pour Paramount Pictures et travailleraient également sur l'ébauche actuelle du projet avec Josh Koenigsberg à partir d'une idée originale de Christopher Yost. En mai 2021, Owen Wilson a été choisi pour un rôle non divulgué. La photographie principale a commencé à Atlanta, en Géorgie, le 25 mai 2021,. En juin, Michael Peña, Walker Scobell, Momona Tamada, Keith L. Williams, Abby James Witherspoon et Kezii Curtis ont tous été annoncés comme faisant partie du casting. En juillet 2021, Jesse Williams a rejoint le casting en tant que méchant. Lorne Balfe a composé la partition.

## Sortie
Base secrète est sorti sur Paramount+ le 12 août 2022. Il devait initialement sortir en salles le 5 août 2022 avant de passer au streaming à la même date,,. La première du film sur le tapis rouge a eu lieu au Signature Theatre de New York le 8 août 2022.

### Sorties Blu-ray
Base secrète est sorti sur Blu-ray et DVD le 20 décembre 2022.